# NGC 46
NGC 46 é uma estrela na direção da constelação de Pisces. O objeto foi descoberto pelo astrônomo Edward Cooper em 1852, usando um telescópio refrator com abertura de 13,5 polegadas.